# プラティバ・パティル
プラティバ・デーヴィーシン・パティル（マラーティー語: प्रतिभा देवीसिंह पाटिल、英語：Pratibha Devisingh Patil、1934年12月19日 - ）は、インドの政治家。同国初の女性大統領（2007年-2012年）。ニックネームは「プラティバ・ターイー（伯母さん）」（प्रतिभा ताई）。インド国民会議派所属。

## 概要
現在マハラシュトラ州となっているジャルガーオン地区のナドガーオン（नदगाँव）という小さな村で生まれる。文学修士号を取得するまで地元のジャルガーオンで学び、その後ムンバイの国立法科大学ムンバイ校で法学修士の学位を取得する。
1965年に現在の夫デーヴィーシン・ランシン・シェーカーヴァトと結婚（しかし結婚後も旧姓「パーティル」を名乗り続けている）。子供は一男一女。

### 政治家として
1962年、マハラシュトラ州議会議員に選出され、1985年まで務めた。州議会議員在任中は州政府の大臣を歴任した。1985年にラージヤ・サバー（インド上院）の議員に選出。1986年から1988年まで上院副議長を務めた。1991年にはアムラーヴァティー（マハラシュトラ州の都市）選出のローク・サバー（インド下院）議員となり、1996年までその職にあった。その後2004年にラージャスターン州初の女性知事となった。
2007年7月19日に行われた大統領選挙にて野党連合の対立候補バイローン・シン・シェーカーワト副大統領を破り、同25日にインド初の女性大統領に就任した。5年の任期を全うし2012年に退任。

## ギャラリー
- ドイツのアンゲラ・メルケル首相と（2007年10月30日）
- スイスのミシュリン・カルミー＝レイ大統領と（2007年11月7日）
- カンボジアのフン・セン首相と（2007年12月8日）
- マラウイのビング・ワ・ムタリカ大統領と（2010年11月3日）
- 米国のバラク・オバマ大統領、ミシェル・オバマと（2010年11月8日）

| 公職                      | 公職                                   | 公職                      |
| ------------------------- | -------------------------------------- | ------------------------- |
| 先代 アブドゥル・カラーム | インド共和国大統領 第12代：2007 - 2012 | 次代 プラナブ・ムカルジー |